# Chino Moreno

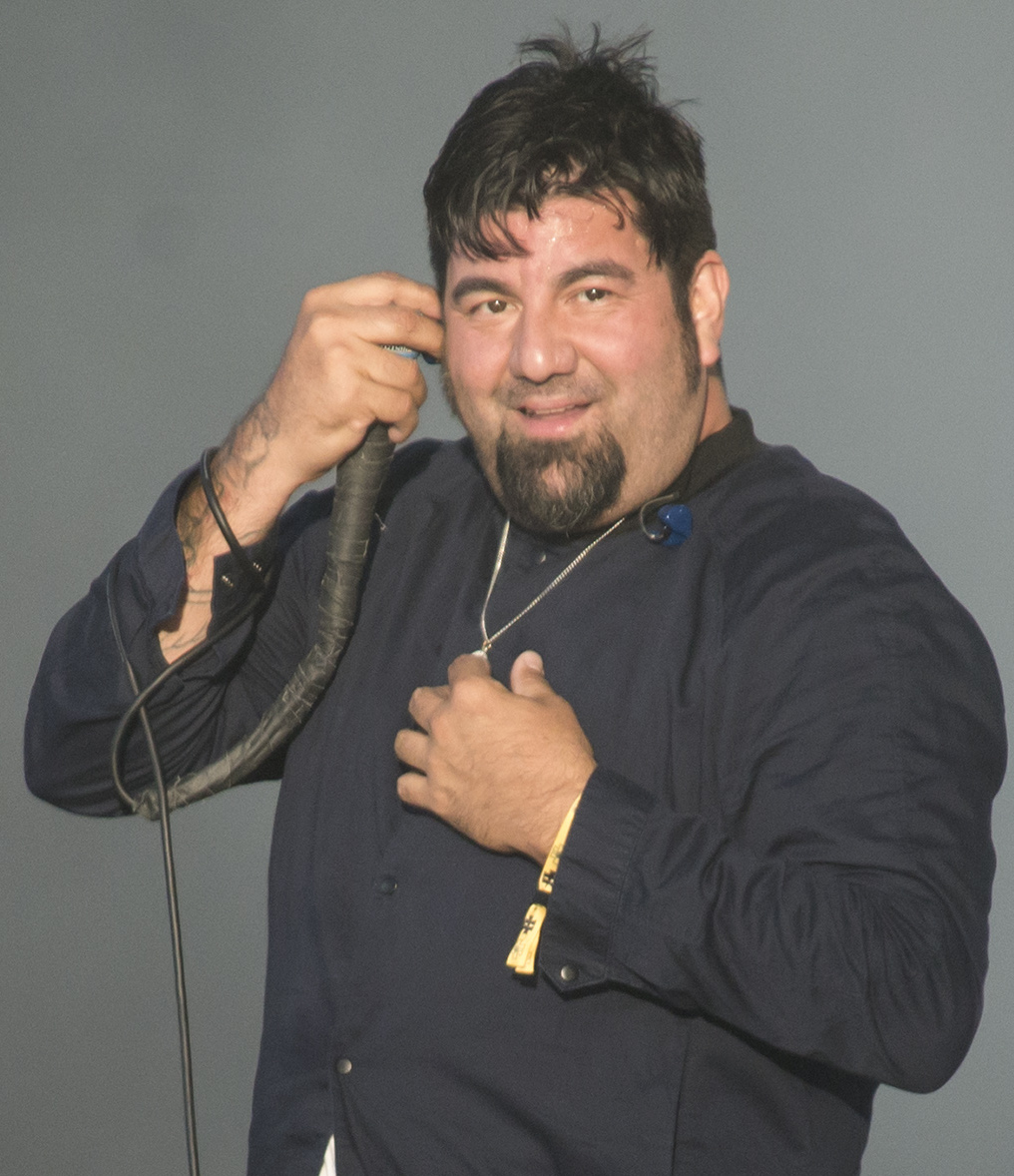
Moreno auf dem Hellfest (2018)

Camillo Wong „Chino“ Moreno (* 20. Juni 1973 in Sacramento, Kalifornien) ist ein US-amerikanischer Musiker. Zu Bekanntheit gelangte er als Frontmann, Sänger und zweiter Gitarrist der Rockband Deftones. In seinem Nebenprojekt Team Sleep ist er ebenso als Sänger und Gitarrist tätig. Seit 2011 ist er auch Sänger von ††† (Crosses) und Palms.

## Leben
Moreno wurde 1973 als zweites von insgesamt fünf Kindern in einer finanziell schlechter gestellten Gegend der kalifornischen Hauptstadt Sacramento geboren. Sein Vater ist Mexikaner, seine Mutter ist mexikanisch-irisch-chinesischer Abstammung. Ihr verdankt Moreno auch seinen Spitznamen Chino, dessen Bedeutung auf Spanisch Chinese lautet. Mit elf Jahren begann Moreno mit dem Skateboarden, das ihn bis heute begleitet und unter anderem Einzug in zwei Musikvideos („Back to School“, „Romantic Dreams“) der Deftones fand. Bevor er seinen Schulabschluss ablegen konnte, wurde er von der „C.K. McClatchy High School“ verwiesen. Im August 2000 bekam Moreno ehrenhalber die Schlüssel zu seiner Heimatstadt verliehen.
Moreno war bis 2003 verheiratet, aus der Ehe gingen mit Kristian und Jakobi zwei gemeinsame Söhne hervor. Seine persönlichen Probleme führten Moreno zwischenzeitlich in den Drogenmissbrauch, er konsumierte unter anderem Speed. Moreno war ein guter Freund von Max Cavaleras Stiefsohn Dana Wells und war einer der Sargträger bei dessen Beerdigung.

## Musik

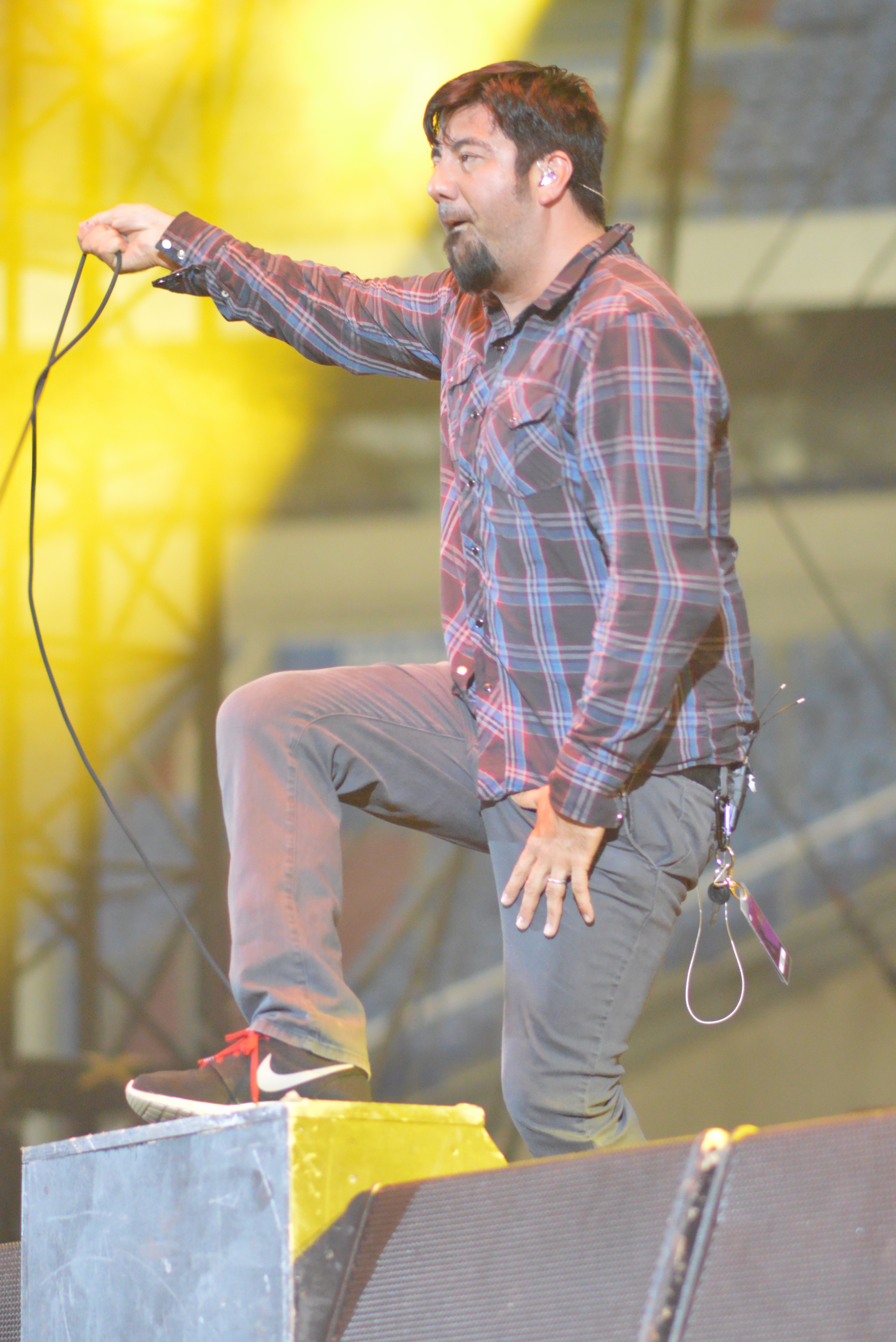
Chino Moreno (2013)

Moreno drückt sich in seinen Texten oft auf poetische Weise aus und verwendet dabei gerne Metaphern, eine eindeutige Aussage ist ihnen deshalb nur selten zu entnehmen. Gesanglich experimentiert Moreno in viele Richtungen, er nutzt unter anderem eine Vielzahl von Effektgeräten, die auch live eingesetzt werden. 
Während der Arbeiten zum dritten Album der Deftones „White Pony“ (2000) begann Moreno, parallel Stücke für ein Nebenprojekt zu schreiben. Unter dem Namen Team Sleep wurden die von elektronischen Effekten beeinflussten Titel im Frühjahr 2005 offiziell veröffentlicht, nachdem eine erste Vorab-Version von dem ursprünglich für das Jahr 2003 angekündigten Debütalbums des Projekts ins Internet lanciert worden war und Team Sleep daraufhin einen Großteil der Aufnahmen verworfen hatten.
Sein zweites Nebenprojekt †††, auch Crosses (dt. Kreuze) genannt, gründete Moreno im Jahr 2011 mit seinem Jugendfreund Shaun Lopez, dem Gitarristen von Far und Chuck Doom. Er beschrieb die Musik als minimal und entspannend. Die erste EP, EP † erschien am 2. August 2011. Am 24. Januar 2012 folgte EP ††. Eine dritte EP wurde abgesagt aufgrund der Arbeiten mit den Deftones und Palms, einer Band, die er im April 2012 zusammen mit den ehemaligen Isis-Mitgliedern Aaron Harris, Clifford Meyer und Jeff Caxide gründete, und am 21. Juni ihr selbstbetiteltes Debüt veröffentlichten. Am 11. Februar 2014 erschien auch von Crosses das Debütalbum †††, alternativ ebenfalls Crosses genannt. Das Album ist eigentlich eine Zusammenstellung der ersten drei EPs, wobei die dritte nie eigenständig erschienen ist, wodurch fünf der fünfzehn Songs neu sind.
Moreno hat bis heute mit jedem Deftones-Album Gold- oder Platinstatus in den USA und verschiedenste Chartplatzierungen weltweit erreicht.
Als persönliche musikalische Einflüsse führt Moreno The Cure, Duran Duran, Depeche Mode, Faith No More, Helmet, Cypress Hill, Kool Keith, Bad Brains und Weezer an. Moreno greift auf Shure-Mikrofone zurück und spielt Gibson-SG-Gitarren.

## Veröffentlichungen und Auftritte

### Solo
- 2018: Brief Exchange (Dark Nights: Metal Soundtrack)

### Zusammenarbeiten
- 1996: Wicked (mit Korn, Original: Ice Cube)
- 1997: Will to Die mit Strife
- 1998: First Commandment mit Soulfly
- 1999: Bender mit Sevendust
- 2000: (Rock) Superstar mit Cypress Hill und Everlast (US: Platin)[9]
- 2000: Danger Girl mit Tinfed
- 2000: Pain mit Soulfly
- 2001: Things! mit Hesher
- 2002: Ashamed mit Tommy Lee
- 2003: Feed the World (Do They Know It’s Christmas?) mit Far
- 2004: The Hours mit Handsome Boy Modelling School
- 2006: Paralytic and Crashing Down mit Dead Poetic
- 2006: Zombie Eaters (mit Ill Niño, Original: Faith No More)
- 2007: Vengeance Is Mine mit Droid
- 2008: Caviar mit Dance Gavin Dance
- 2010: Reprogrammed to Hate mit Whitechapel
- 2012: Razors Out mit Mike Shinoda und Joe Trapanese
- 2012: Hexes mit Bassnectar
- 2015: Embers mit Lamb of God
- 2018: Lift Off mit Mike Shinoda und Machine Gun Kelly
- 2021: Geronimo mit Trippie Redd
- 2022: Bloodbath mit Polyphia

### Sonstiges
- Moreno spielt die Hauptrolle im Musikvideo zum Song Carpe Diem der befreundeten und ebenfalls aus Sacramento stammenden Band Will Haven.
- Im Film The Crow – City of Angels hat er einen Gastauftritt als Deftones-Sänger.[10]